# Simon Cameron
Simon Cameron (8. marts 1799 – 26. juni 1889) var en amerikanske politiker som var krigsminister under Abraham Lincoln i starten af den amerikanske borgerkrig.
Efter at have tjent sig en formue i jernbaner og bankvirksomhed kastede han sig over politik. Han blev senator i 1845 for staten Pennsylvania, hvor han efterfulgte James Buchanan. Oprindelig tilhørte han Demokraterne, men da han ikke kunne blive nomineret til senator af  
Know-Nothing partiet, tilsluttede han sig People's Party, hvis afdeling i Pennsylvania senere blev en del af Republikanerne. Han vandt sædet i senatet i 1857, og blev en af kandidaterne til nominering som Republikanernes præsidentkandidat i 1860.
Cameron gav sin støtte til Abraham Lincoln, og blev hans krigsminister. Han sad kun i et år inden han blev fældet af en korruptionssag. Cameron blev derefter ambassadør i Rusland under borgerkrigen, men var kun udenlands i under et år. Han blev igen valgt til senatet indtil han blev adløst af sin søn J. Donald Cameron, og han trak sig kun tilbage fra senatet, fordi det blev bekræftet, at hans søn ville efterfølge ham.

## Tidlige år
Cameron blev født i Maytown, Pennsylvania som søn af Charles Cameron og Marth Pfoutz. Han blev forældreløs som niårig og kom senere i lære ved en bogtrykker ved navn Andrew Kennedy, som redigerede Northumberland Gazette. Herefter blev han journalist. Han redigerede Bucks County Messenger i 1821. Et år efter flyttede han til Washington, DC, og studerede politiske bevægelser mens han arbejdede for trykkerivirksomheden Gales and Seaton. Han giftede sig med Margaret Brua og vendte tilbage til Harrisburg, Pennsylvania hvor han købte og drev the Republican i 1824.
Cameron var staten Pennsylvanias bogtrykker fra 1825 til 1827 og var statens generaladjudant i 1826. Han byggede adskillige jernbanelinier og lagde dem sammen til Northern Central Railway. Han grundlagde Bank of Middletown i 1832 og deltog i andre virksomheder. I 1838 blev han udpeget som kommissær for at afgøre Winnebage Indianernes krav.

## Politik
Cameron blev medlem af Whigpartiet, og senere af Demokraterne inden han blev valgt til at efterfølge James Buchanan i Senatet i 1844. Han skiftede til Republikanerne og blev opstillet til præsidentvalget, men gav sin støtte til Abraham Lincoln ved valget i 1860. Som led i en politisk studehandel udpegede Lincoln ham til krigsminister, men på grund af beskyldninger om korruption blev Cameron tvunget til at træde sig tilbage i begyndelsen af 1862. Han var så notorisk korrupt, at kongresmedlemmet Thaddeus Stevens, da han diskuterede Camerons ærlighed med Lincoln sagde: "Jeg tror ikke, at han ville stjæle et rødglødende komfur". Da Cameron forlangte, at Stevens skulle trække denne udtalelse tilbage, sagde Stevens til Lincoln: "Jeg mener, at jeg sagde til Dem, at han ikke ville stjæle et rødglødende komfur – det vil jeg gerne tage tilbage."
Cameron blev efterfulgt af Edwin M. Stanton, som havde gjort tjeneste som juridisk rådgiver for krigsministeren. Derefter gjorde han tjeneste som De Forenede Staters ambassadør i Rusland. 
I 1866 blev Cameron igen valgt til Senatet og sad der indtil 1877, hvor den lovgivende forsamling i Pennsylvania forsikrede ham at hans søn, James Donald Cameron ville blive hans efterfølger, inden han afgav sit sæde. Hans søn var allerede udpeget som krigsminister i 1876.

## Senere år
Cameron trak sig tilbage til sin farm ved Donegal Springs i nærheden af Maytown, Pennsylvania hvor han døde den 26. juni 1889.  Han ligger begravet på Harrisburg Cemetery i Harrisburg, Pennsylvania.
Cameron County, Pennsylvania og Cameron Parish, Louisiana er opkaldt efter ham.

## Citater
- "En ærlig politiker er en, som når han er købt, forbliver købt".
- "Jeg er træt af alt det her videnskab... Vi har brugt millioner på den slags ting i de senere år, og det er på tide at det får en ende". (Om Smithsonian Institute, 1861)